# Clitocybe paraditopa
Clitocybe paraditopa är en svampart som beskrevs av Cleland & Cheel 1919. Clitocybe paraditopa ingår i släktet Clitocybe och familjen Tricholomataceae.   Inga underarter finns listade i Catalogue of Life.